# The Panic Broadcast
The Panic Broadcast är ett album från det svenska metalbandet Soilwork, utgivet 2010.

## Låtlista
| 1.  | Late for the Kill, Early for the Slaughter | 4:09 |
| 2.  | Two Lives Worth of Reckoning               | 4:56 |
| 3.  | The Thrill                                 | 4:33 |
| 4.  | Deliverance Is Mine                        | 3:50 |
| 5.  | Night Comes Clean                          | 5:12 |
| 6.  | King of the Threshold                      | 4:57 |
| 7.  | Let This River Flow                        | 5:20 |
| 8.  | Epitome                                    | 4:44 |
| 9.  | The Akuma Afterglow                        | 4:29 |
| 10. | Enter Dog of Pavlov                        | 5:36 |

| 11. | Sweet Demise (Limited Edition)                                           | 4:09 |
| 12. | Sadistic Lullaby (2010 Edition)                                          | 2:58 |
| 13. | Distance (Drop's Electrip Enhancement) (Nuclear Blast Mailorder Edition) | 5:16 |
| 14. | The Crestfallen (Drop's Syber Revision) (Japanese Limited Edition)       | 4:38 |